# Quarto (papierformaat)
Quarto of kwarto is een papierformaat van gedrukte boeken en documenten. De boekdrukker drukt acht pagina's op één vel, dat vervolgens tweemaal op de helft gevouwen wordt; het gevouwen vel van vier bladen wordt een katern van acht bladzijden. De boekbinder voegt de verschillende katernen samen tot een boekblok dat hij kan innaaien of binden.
Een boek in quartoformaat, in-quarto, ook wel aangeduid als 4to of 4°, is gewoonlijk zo'n 25–35 cm hoog.